# HG Hamburg-Barmbek
Die Handballgemeinschaft Hamburg-Barmbek ist eine Spielgemeinschaft der Handballabteilungen verschiedener Sportvereine aus Hamburg. In den Saisons 2017/18, 2019/20, 2020/21 und 2021/22 trat die Herrenmannschaft in der 3. Liga an.

## Geschichte

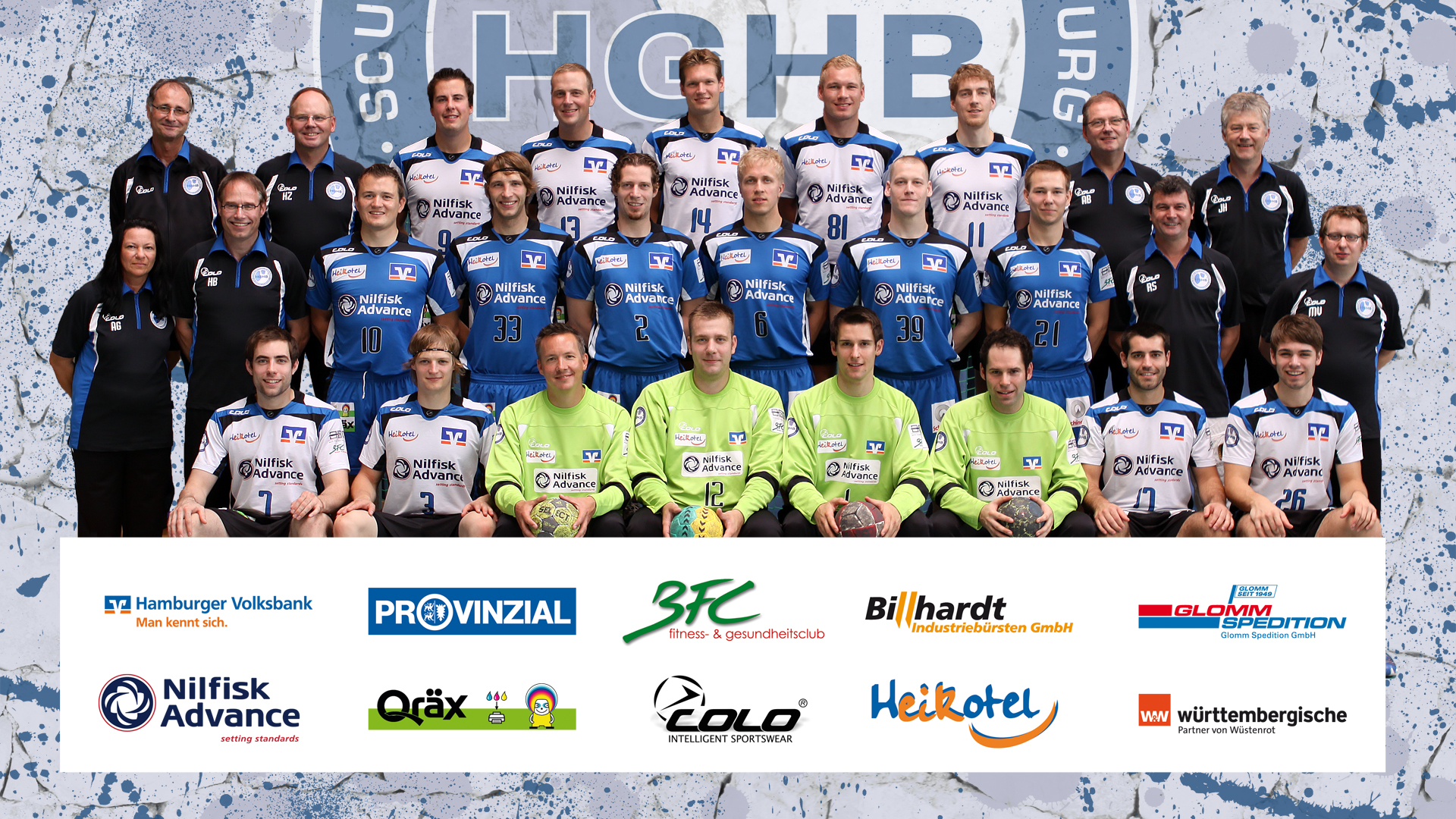
Mannschaftsfoto 2010

Die HG Hamburg-Barmbek, die anfangs noch den Namen SG BU/Urania trug, entstand im Jahre 1984 durch den Zusammenschluss der Handballabteilungen vom HSV Barmbek-Uhlenhorst und des SC Urania Hamburg. Später schlossen sich die Handballabteilungen des USC Paloma Hamburg und des VfL 93 Hamburg der Handballgemeinschaft an. Der VfL 93 Hamburg verließ die Spielgemeinschaft jedoch wieder im Jahre 2017. Die Herrenmannschaft gewann in den Jahren 2007, 2012 und 2014 die Hamburger Meisterschaft sowie 2014, 2015, 2016 und 2017 den Hamburger Pokal. In der Saison 2014/15 nahm die HGHB am DHB-Pokal teil. In der ersten Hauptrunde schied die Mannschaft gegen den Drittligisten TSV Altenholz aus. Weiterhin nahm die Handballgemeinschaft 2016 und 2017 am DHB-Amateur-Pokal teil. Die Männer Ü40 (Senioren) gewannen in den Jahren 2013, 2015, 2017 und 2019 die Hamburger Meisterschaft der Senioren sowie 2018 und 2019 den Hamburger Pokal für Senioren.
In der Saison 2016/17 gewann die Herrenmannschaft die Meisterschaft der Handball-Oberliga Hamburg - Schleswig-Holstein und stieg in die 3. Liga auf.
In der Saison 2018/19 trat Barmbek wieder in der Oberliga an. HG Hamburg-Barmbek gewann die Meisterschaft und setzte sich erfolgreich im Relegationsspiel um den Aufstieg in die 3. Liga gegen den Stralsunder HV durch. Aus der 3. Liga stieg der Verein nach der Spielzeit 2021/22 wieder ab. Im Jahr 2025 stieg die Männermannschaft nach dem Gewinn der Meisterschaft der Regionalliga erneut in die 3. Liga auf.